# Filippo Morolli
Filippo Morolli (Rimini, ... – ...; fl. XIX secolo) è stato un architetto e ingegnere italiano.

## Biografia
Allievo di Luigi Poletti, di formazione ingegneristica e stile rigoroso, Morolli fece parte di un gruppo di quattro architetti, comprendente anche Antonio Tondini (1802-1884), Giovanni Benedettini e Gaetano Urbani, che dominò la scena riminese nella seconda metà del XIX secolo.

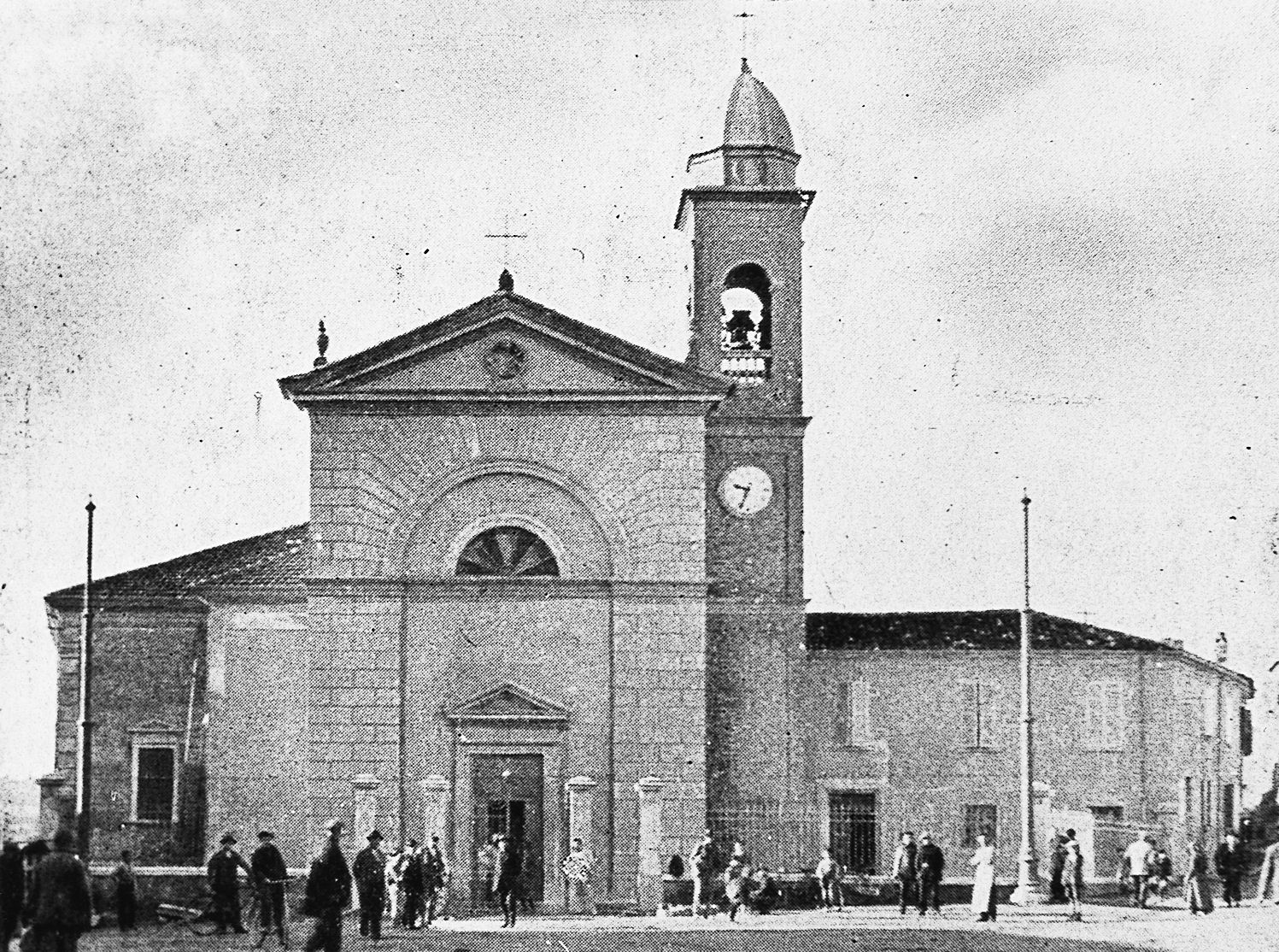
Facciata della Chiesa di San Gaudenzo progettata da Morolli

Nel 1825 realizza in collaborazione con l'incisore Luigi Carlini una serie di otto incisioni in rame raffiguranti l'Arco di Augusto di Rimini. L'opera, intitolata all'allora cardinale legato di Forlì Stanislao Sanseverino, fu pubblicata da Maurizio Brighenti col titolo Illustrazione dell'Arco d'Augusto in Rimini. Con otto tavole in rame.
Nel 1835 Morolli è autore di una Relazione sullo stato della fiancata destra del Tempio Malatestiano, in cui descriveva mancanze e i rifacimenti di cui necessitava. Tale relazione venne anche ripresa e modificata dal Poletti, ma i lavori suggeriti non vennero mai eseguiti.
Assieme al fanese Angelo Innocenzi, l'allora ingegnere capo comunale Morolli fu autore di due progetti, mai realizzati, per il Teatro della Fortuna di Fano, costruito in seguito su nuovo progetto del Poletti.
Il suo periodo di maggiore attività è concentrato nell'arco di poco più di 10 anni, che lo videro autore della Chiesa di San Gaudenzo (1854-56) e della ricostruzione della Chiesa di San Nicolò al Porto (1863), entrambe a Rimini, e della Chiesa di San Pio V (1858) a Cattolica, quest'ultima progettata assieme al Tondini.
Morolli firma anche il progetto della Chiesa Collegiata di Verucchio (1863). Progettata principalmente dal verucchiese Tondini, quest'ultimo era però di formazione autodidatta e privo dei titoli adeguati e si rese necessaria la firma del Morolli, che era "Ingegnere e Architetto del Genio Civile". L'edificio risulta più "accademicamente" corretto dei precedenti lavori di Tondini, tanto da far ipotizzare un intervento di Morolli nella fase progettuale.
Morolli fu anche insegnante di Disegno d'architettura.